# كولمان مكارثي
كولمان مكارثي (بالإنجليزية: Colman McCarthy)‏ (وُلد في 24 مارس من عام 1938 في غلين هيد، نيويورك) هو صحفي أمريكي، ومعلم، ومحاضر، وسلاميّ، وتقدمي، ولاسلطوي، وناشط سلام منذ فترة طويلة، بالإضافة إلى إدارته مركز تدريس السلام في العاصمة الأمريكية واشنطن منذ عام 1969 وحتى عام 1997؛ وقد كتب أعمدة لصحيفة ذا واشنطن بوست. تنوعت مواضيع كتاباته بين السياسة، والدين، والصحة، والرياضة، والتعليم، والفقر، وصنع السلام. وصفته مجلة واشنطونيان بأنه «الضمير الليبرالي لصحيفة ذا واشنطن بوست». قالت مجلة سميثسونيان إنه «رجل متمتع بوعي روحي عميق». كتب لصحيفة النيويوركر، وذا نيشن، وذا بروغريسيف، وذا أتلانتيك، ونيويورك تايمز، وريدرز دايجست. بدأ بكتابة أعمدة كل أسبوعين لصحيفة ناشيونال كاثوليك ريبورتر منذ عام 1999.

## أعمال السلام
بدأ مكارثي بالتدريس في الدورات التعليمية حول اللاعنف وأدب السلام منذ عام 1982. درّس أيضًا في ثمانية مراكز في فصل الخريف من عام 2006: كلية الحقوق في جامعة جورج تاون، والجامعة الأمريكية، والجامعة الكاثوليكية الأمريكية، وجامعة ميريلاند (كوليج بارك)، ومركز واشنطن للتدريب، ومدرسة ويلسون الثانوية، ومدرسة بيثيسدا-تشيفي تشيس الثانوية، وسكول ويذاوت وولز (مدرسة دون جدران). أصبح لديه أكثر من 7000 طالب في فصوله بعد 25 عامًا من بدئه مسيرته هذه. أسس في عام 1985 ذا سينتر فور تيتشينغ بيس (مركز تدريس السلام)، وهو مؤسسة غير ربحية تساعد المدارس على بدء البرامج الأكاديمية حول دراسات السلام والصراع أو توسيعها. يُعتبر مكارثي متحدثًا منتظمًا في الكليات الأمريكية والمدارس الإعدادية والمدارس الثانوية ومؤتمرات السلام، ويقدم وسطيًا 50 محاضرة في السنة. تتراوح عناوين محاضراته بين «كيف تكون صانع سلام» و«اللاعنف في زمن الحرب». شارك مكارثي أيضًا في أكثر من 30 ظهورًا على سي-سبان، بما في ذلك محاضراته ومقابلاته الشخصية.
تتضمن نصوص مكارثي الدراسية المتعلقة بدوراته التعليمية حول اللاعنف وأدب السلام «حلولًا للعنف» و«القوة من خلال السلام: أفكار اللاعنف وشعوبها». يُعتبر الكتابان كلاهما مختارات من مقالات السلام التي حرّرها مكارثي ونشرها مركز تدريس السلام الذي أنشأه. كان الغرض من هذه الدورات تعريف الطلاب بفلسفة النزعة السلمية وطرق حل النزاع اللاعنفي. من بين طلابه السابقين: النائب جيم مكغوفرن (الكتلة دي)، وهو أحد أكثر أعضاء الكونغرس ليبرالية، ومارك جيران (رئيس كليات هوبارت وويليام سميث، والمدير السابق لفيلق السلام)، وجون مكارثي (مدير لعبة البيسبول لطلاب المرحلة الابتدائية ومؤسسها)، وأنتوني شرايفر (مدير «بيست باديز إنترناشيونال» ومؤسسها)، وأنس شلال (مؤسس ومالك مطعم ومتجر الكتب باسبويز آند بويتس في العاصمة واشنطن). يضم المجلس الاستشاري لمركز تدريس السلام روبرت كولز، وجوان بيز، وآرون غاندي، ومحمد يونس، والسيناتور رون وايدن، وماريان رايت إيدلمان، وجاك أولندر، وسيدني وولف، ورونالد ديلومز.
جذبت فلسفة مكارثي التعليمية بعض الجدل في الماضي، إذ طالب تلميذان من مدرسة بيثيسدا-تشيفي تشيس الثانوية في عام 2006 بتقديم عرض أكثر توازنًا للقضايا التي يتناولها فصل مكارثي الدراسي. تعتمد فصول مكارثي الدراسية على النقاش، إذ تُعرف جيدًا بالمناقشات والتحديات الحية التي يقدمها مكارثي لطلابه. خرج مكارثي برفقة طلابه في فصل دراسات السلام في مدرسة بيثيسدا-تشيفي الثانوية في العديد من صباحات أيام الجمعة منذ عام 1991 إلى الطريق السريع المواجه للحرم الجامعي للاحتجاج على حربي العراق وأفغانستان، إذ حمل الطلاب لافتات كُتب عليها «أعيدوهم إلى الوطن» و«صوت من أجل السلام». غالبًا ما يتحدى مكارثي طلابه بأن يتوقفوا عن شرب الكحول طوال الفصل الدراسي وتوثيق تجاربهم وملاحظاتهم حول ما يجري حولهم. يحاضر مكارثي في العديد من الجامعات والمعاهد. قدم في أكتوبر 2009 محاضرة سياسات السلام في معهد نيو هامبشاير للسياسة في كلية سانت أنسيلم.
تحدّث المئات من الضيوف المتحدثين في فصوله على مر السنين، من بينهم فائزون بجائزة نوبل للسلام (أدولفو بريز إيسكيبل، ومحمد يونس، وميريد كوريغان)، ومتطوعو فيلق السلام، وصوفيون روحانيون، وأطباء نفسيون تابعون للجيش، وأعضاء الكونغرس، وحراس مدارس، وسجناء سابقون في طابور الإعدام، وعائلات ضحايا جرائم القتل، وعاملون اجتماعيون، ومديرون تنفيذيون للشركات، وحاخامات، وكهنة، ورياضيون في الألعاب الأولمبية الخاصة، وأولمبيون، وسجناء سياسيون سابقون، وآباء، ومشردون، ومغنون تقليديون، ومرشحون للرئاسة، وناشطون في مجال حقوق الإنسان، والحقوق المدنية، وحقوق المثليين والمثليات، وحقوق الضحايا، وحقوق السجناء، وحقوق الأمريكيين الأصليين في الولايات المتحدة الأمريكية، وحقوق الحيوان.
كتب مكارثي في عام 2009 مقالة في ذا واشنطن بوست عن حياة توماس، ناشط السلام الذي وقف وقفةً احتجاجيةً ضد الأسلحة النووية استمرت لمدة 27 عامًا أمام البيت الأبيض.